# Simona Patitucci
Simona Patitucci (Roma, 10 maggio 1967) è una doppiatrice, cantante e attrice italiana. È conosciuta in particolare per aver doppiato Ariel nel Classico Disney La sirenetta. Nel 2023 doppia invece la sua nemesi Ursula nell'omonimo remake in live action.

## Biografia
Debutta bambina nel film di Marcello Aliprandi Un sussurro nel buio e contemporaneamente inizia a lavorare nel doppiaggio. Si diploma presso la MaryMount International School Of Rome, abbinando dei corsi estivi sull'interpretazione del repertorio di George Gershwin e Cole Porter tenuti da Michael Tilson Thomas presso la Juilliard School Of Music di New York. 
Ha partecipato a numerosi spettacoli teatrali, quasi esclusivamente musicali; tra di essi: Le ragazze di Lisistrata, per la regia di Antonio Calenda (1986), la versione tedesca del musical Cats, diretto da Trevor Nunn, allestita ad Amburgo, nella quale interpretava il ruolo di Grizabella. Al rientro in patria oltre a interpretare il serial TV per Rai 1 È proibito ballare, prodotto da Pupi Avati, entra a far parte della compagnia del Teatro Sistina.
Con la ditta Garinei e Giovannini interpreta: I sette re di Roma di Luigi Magni, con Gigi Proietti, Foto di gruppo con gatto, con Gino Bramieri, Gianfranco Jannuzzo e Marisa Merlini, e Gli uomini sono tutti bambini con Gianfranco D'Angelo. Inizia poi un sodalizio con la Compagnia Della Luna di Vincenzo Cerami e Nicola Piovani, della quale interpreta praticamente tutto il repertorio teatrale, dalle Cantate del fiore e del buffo, al Signor Novecento, Romanzo musicale, Concerto, fotogramma fino a Canti di scena, spettacolo poi replicato per cinque stagioni. 
Torna al Sistina nel 2002, sempre diretta da Pietro Garinei nel musical I figli della lupa nel quale ha recitato il ruolo di Rea Silvia, accanto a Valeria Moriconi. Nel 2003 interpretando il ruolo della Volpe fa parte del cast originale del musical Pinocchio con le musiche dei Pooh e la regia di Saverio Marconi. Interpreta il ruolo di Mrs. Corry nella prima versione italiana del musical Mary Poppins diretto da Federico Bellone.
All'attività teatrale abbina un'intensa attività televisiva, che culmina con la sua partecipazione per tre anni consecutivi in qualità di ospite fissa del programma di Paolo Limiti Ci vediamo in TV trasmesso su Rai 2. Si avvicina al mondo dell'operetta grazie al Festival dell'Operetta di Trieste per il quale interpreta nel ruolo di Lady Jane nell'operetta Rose Marie nel 1999; proseguendo al Festival dell'Operetta di Sassari nel 2000, interpretando Tutù ne La danza delle libellule, e, diretta da Don Lurio, si cimenta nel ruolo di Gioseffa. Si occupa anche di traduzioni ed adattamenti di numerosi film e serie televisive.

## Filmografia parziale

### Cinema
- Un sussurro nel buio, regia di Marcello Aliprandi (1976)
- Pornodiva, episodio de I nuovi mostri, regia di Dino Risi (1977)
- Treno di panna, regia di Andrea De Carlo (1988)
- Vite strozzate, regia di Ricky Tognazzi (1996)
- Ninfa plebea, regia di Lina Wertmüller (1996)
- Kidnapped, regia di Lamberto Bava (2001), rimontaggio del film Cani arrabbiati di Mario Bava del 1974

### Televisione
- È proibito ballare – serie TV (1989)

## Doppiaggio

### Cinema
- Meryl Streep ne La morte ti fa bella (canto)
- Molly Ringwald ne La musica del cuore
- Emma Thompson in Matilda The Musical di Roald Dahl (canto)
- Melissa McCarthy ne La sirenetta
- Michelle Yeoh in Wicked (canto)

### Film d'animazione
- Ariel ne La sirenetta
- Rita (parte cantata) in Oliver & Company
- Ursula in Once Upon a Studio
- Melusina in The Witcher: Le sirene degli abissi
- Ministro Nazara Prone (canto) in Spellbound - L'incantesimo

### Serie animate
- Sandrino ne Il fantastico mondo di Richard Scarry
- Rita in Animaniacs

## Teatro
- Forza venite gente, regia di Mario Castellacci (1981-1982)
- Cantata del fiore, regia di Vincenzo Cerami (1988-1989)
- I sette re di Roma, regia di Luigi Magni (1989-1990)
- Cantata del buffo, regia di Vincenzo Cerami (1990-1991)
- Il signor Novecento, regia di Vincenzo Cerami (1992-1993)
- Gli uomini sono tutti bambini, regia di Pietro Garinei; testo di Enrico Vaime (1994-1995)
- Canti di scena, regia di Vincenzo Cerami (1996-2000)
- Romanzo musicale, regia di Vincenzo Cerami (1998-1999)
- Una terrazza per due, regia di Gino Landi (2000)
- Al cavallino bianco, regia e coreografia di Don Lurio (2001-2002)
- I figli della lupa, regia di Pietro Garinei; testo di Luigi Magni (2001-2002)
- Pinocchio, regia di Saverio Marconi; musiche dei Pooh (2002-2003)
- Fantasmi a Roma - Una favola musicale, regia di Fabrizio Angelini; testo e liriche di Gianfranco Vergoni (2012-2014)
- Aggiungi un posto a tavola (2014-2016)
- Il conte Tacchia, regia di Gino Landi; testo di Toni Fornari (2015)
- Disney's Newsies, regia di Federico Bellone (2015)
- Noi Romane - Noartre, testo e regia di Toni Fornari (2017)
- Divo Nerone, regia di Gino Landi (2017)
- Mary Poppins, regia di Federico Bellone (2018)

## Programmi televisivi
- Sotto le stelle (Rai 1, 1986)
- Proibito Ballare (Rai 1, 1989)
- A domanda risponde (Rete Mia, 1990-1991)
- Ci vediamo in TV (Rai 2, 1997-1999)

## Discografia
- 1990 – La sirenetta (Disney)
- 1994 – La notte e il momento (colonna sonora; EMI Italiana)
- 1995 – Gli uomini sono tutti bambini (Easy Records)
- 1999 – Canti di scena (Einaudi)
- 2000 – Canzone amore mio (De Agostini)
- 2003 – Pinocchio (CGD East West)

### Sigle TV
- 1991 – Reporter Blues (voce e testo della sigla Paris is a World)